# Giuseppe Molinari (Erzbischof)

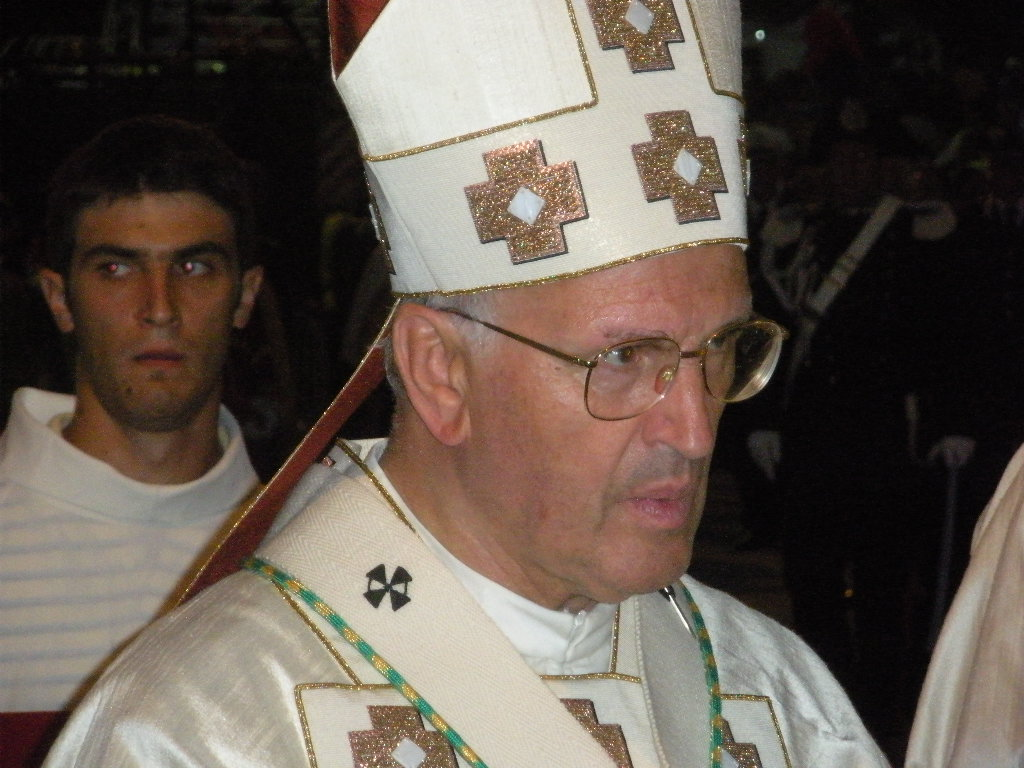
Erzbischof Giuseppe Molinari von L’Aquila (2009)

Erzbischofswappen

Giuseppe Molinari (* 11. Januar 1938 in Scoppito, Provinz L’Aquila, Italien) ist emeritierter Erzbischof von L’Aquila.

## Leben
Nach dem Studium der Katholischen Theologie und Philosophie empfing er am 29. Juni 1962 das Sakrament der Priesterweihe. Im Anschluss war er bis 1973 Spiritual am Priesterseminar von L’Aquila. Molinari wirkte zudem als Pfarrvikar an der Kathedrale von L’Aquila, ehe er 1984 Generalvikar des Erzbistums wurde. Papst Johannes Paul II. verlieh Molinari 1987 den Titel eines Päpstlichen Ehrenprälaten.
Am 30. September 1989 ernannte Papst Johannes Paul II. ihn zum Bischof von Rieti. Die Bischofsweihe spendete ihm am 8. Dezember desselben Jahres der Erzbischof von L’Aquila, Mario Peressin; Mitkonsekratoren waren sein Amtsvorgänger in Rieti, Bischof Francesco Amadio und der Erzbischof von Fermo, Cleto Bellucci.
Molinari wurde am 16. März 1996 zum Koadjutorerzbischof von L’Aquila ernannt. Er folgte Mario Peressin nach, dessen Rücktritt als Erzbischof von L’Aquila am 6. Juni 1998 erfolgte. In der Italienischen Bischofskonferenz war er von 1995 bis 2000 Mitglied der Kommission für Arbeit und Soziales.
Papst Franziskus nahm am 8. Juni 2013 sein aus Altersgründen vorgebrachtes Rücktrittsgesuch an.